# 科林·約斯特
科林·約斯特（英語：Colin Kelly Jost，1982年6月29日—）是美國的一位演員、喜劇演員、編劇。他是電視節目週六夜現場的編劇之一。